# Đoàn Kết, Đà Bắc
Đoàn Kết là một xã thuộc huyện Đà Bắc, tỉnh Hòa Bình, Việt Nam.
Xã Đoàn Kết có diện tích 16,53 km², dân số năm 1999 là 2523 người, mật độ dân số đạt 153 người/km².